# Trypeta peltigera
Trypeta peltigera är en tvåvingeart som först beskrevs av Erich Martin Hering 1938. Trypeta peltigera ingår i släktet Trypeta och familjen borrflugor.
Artens utbredningsområde är Myanmar. Inga underarter finns listade i Catalogue of Life.